# Поварня (приток Шачи)
Пова́рня — река в России, протекает по Фурмановскому району Ивановской области, правый приток Шачи (приток Волги). Длина реки составляет 10 км.
Исток реки находится севернее посёлка Иванково, близ деревни Старостино, в 2 км к юго-востоку от города Фурманов. Река течёт на юг, протекает деревни Старостино, Иванково, пересекает железнодорожную линию Ермолино — Фурманов. Затем поворачивает на запад, пересекает автодорогу Р600, протекает через деревни Каргашино, Верино, Первое Мая. В деревне Первое Мая на реке плотина и запруда, водоохранная зона водохранилища составляет 300 м. Впадает в Шачу близ деревни Баскаково в 4 км к юго-западу от Фурманова.